# Hilarion Vendégou
Hilarion Tuni Vendégou, né le 4 septembre 1941 à la tribu de Vao (Île des Pins, Nouvelle-Calédonie) et mort le 11 janvier 2020 à Nouméa, est un chef traditionnel de Nouvelle-Calédonie et homme politique français. 
Grand-chef kanak et maire anti-indépendantiste de l'Île des Pins, il est sénateur de Nouvelle-Calédonie de 2011 à 2017.

## Biographie

### Une dynastie de grands chefs
Héritier de la dynastie des Vendégou (ou Vandégou) qui, selon la tradition kanak, remonterait à une famille de migrants venus de Lifou, les Ti Téré, et qui auraient unifié les huit tribus jusqu'alors indépendante de l'île des Pins au XVIIIe siècle, Hilarion est le troisième fils du grand-chef Barthélémy Kwaneye Vendégou (1903-1974, grand-chef de 1927 à 1974). Issu d'une branche cadette de la famille, celui-ci avait été adopté en 1927 par Samuel Trouru qui avait abdiqué en sa faveur après seulement un an passé à la grande chefferie.  Samuel Trouru avait été adopté par Abel Cinokô, le 10e grand-chef. Abel avait regné après Hortense Kanedjio et Samuel Kwaneye.
Il était l'arrière-petit-fils du grand-chef Trouru Vâdëku Kwattè Micüwaét (v. 1780-1845), 6e grand-chef des Kunié selon la tradition orale). Les ancêtres qui le précèdent sont : 
- Pile Ketiware, né vers 1655. Il est à l'origine de la chefferie.
- Ouamantengné, né vers 1680
- Waweya, né vers 1705
- Wadawa, né vers 1730
- Kaoua, né vers 1755
- Trouru, né vers 1780.

### De l'enseignement à la lutte de succession
Titulaire du brevet d'études du premier cycle du second degré (BEPC), il est le fils du grand-chef Barthélémy à avoir été le plus loin dans ses études. Il est instituteur pendant dix ans, en poste sur la Grande Terre successivement à Moindou, Hienghène puis Koné. C'est dans cette dernière commune qu'il fait ses débuts en politique, étant élu conseiller municipal en 1970 sur la liste Union calédonienne (UC) du maire Paul Napoarea. Le décès de son père en 1974 le pousse néanmoins à rentrer sur l'île des Pins.
Mais la succession ne se fait pas sans heurt, la légitimité d'Hilarion pour succéder à son père lui étant contesté par son cousin Jean-Marie Trouru Vendégou, lui-même fils de Guillaume Këëwa Vendégou qui fut le premier maire de l'île des Pins de 1961 à 1968 ainsi qu'un opposant de longue date à Barthélémy (qui était notamment arrivé à la grande-chefferie par le désistement en sa faveur de Samuel Trouru, le père de Guillaume Këëwa et le grand-père de Jean-Marie Trouru). Deux camps se forment bientôt autour des deux candidats, les chefs des principaux clans ainsi que le maire de l'époque, Joseph Tikouré, se rangeant plutôt du côté d'Hilarion, tandis que se rangent derrière Jean-Marie de nombreux petits chefs de tribus et plusieurs fonctionnaires kanak tels que l'auxiliaire de gendarmerie Joachim Lèm ou le secrétaire de mairie Samuel Vendégou, un cousin éloigné. Des affrontements violents ont lieu le dimanche 22 septembre 1974 et plusieurs cases sont incendiées à Vao, le chef-lieu et principale tribu de l'île. Et si quatre jours plus tard Hilarion Vendégou est coutumièrement investi comme grand-chef, il faut attendre la disparition en mer le 23 septembre 1976 de Jean-Marie Vendégou pour voir ses partisans cesser toute revendication et le 7 juillet 1979 pour qu'il soit officiellement intronisé.

### Grand-chef et maire
Déjà personnage à forte influence à l'île des Pins de par son statut coutumier, Hilarion Vendégou décide de plus de continuer une carrière politique. Anti-indépendantiste, il rejoint le Rassemblement pour la Calédonie dans la République (RPCR, devenu en 2004 le Rassemblement-UMP) de Jacques Lafleur et en 1983 est élu conseiller municipal sous cette étiquette. En 1989, il obtient cette fois le fauteuil de maire, devenant le premier à cumuler autorité coutumière et municipale sur un même territoire en Nouvelle-Calédonie. Opposant de longue date à l'implantation du Club Méditerranée à l'île des Pins, il soutient par la suite son développement touristique par l'installation de plusieurs complexes hôteliers à forte valeur ajoutée, telle que l'ouverture de l'hôtel trois étoiles Kou Bugny à la baie de Kuto, celle du Méridien cinq étoiles de la baie d'Oro en 1998 et du second trois étoiles, l'Ouré Lodge, de la baie de Kanuméra en 2002, bénéficiant pour chacun de ces projets d'importants investissements de la Province Sud. Aujourd'hui, l'île des Pins est ainsi la seconde commune de Nouvelle-Calédonie en termes de capacité (et de fréquentation) hôtelière, derrière Nouméa. Soucieux de faire respecter les valeurs mélanésiennes, tant traditionnelles que celles héritées du christianisme, il met en place une réglementation assez stricte pour encadrer le tourisme comme l'interdiction de la pratique des seins nus sur les plages et du camping sauvage, la nécessité d'une tenue correcte pour visiter le village de Vao et en particulier son église, le contrôle de la propreté des plages et des îlots environnants ainsi que des sites tabous, surtout après l'affaire « Mika Kusama », du nom d'une touriste japonaise retrouvée calcinée sur le rocher de la baie de Kanuméra, réputé tabou, en mai 2002. Il milite également, avec les autorités provinciales, pour l'organisation d'une édition de Koh-Lanta à l'île des Pins, qui accueille la saison 5 de l'émission en 2005.
À partir de mai 2010, il prend parti dans le litige pour la desserte maritime de l'île des Pins opposant les armateurs SudÎles (compagnie publique, qui affrète le Betico 2 qui assure déjà les liaisons vers les Îles Loyauté) et Île des Pins ferry (société privée opérant avec le navire Aremiti 4) en faveur du second (dont il est actionnaire, à hauteur toutefois de seulement 1 % tandis que l'entreprise est déficitaire), et décide d'interdire le Betico 2 et d'organiser le blocage de son accostage au wharf de Kuto. Cette décision provoque la formation d'un collectif d'usagers en désaccord avec la décision du maire et grand-chef, qui menace de son côté de bloquer l’Aremiti 4. Si la situation retourne à la normale à partir de la mi-juin 2010, avec une rotation des deux bateaux, un nouveau blocage du Betico 2 est organisé à la fin du mois de janvier 2011 par des salariés de l’Aremiti 4 (afin d'empêcher son retour à Tahiti décidé par Île des Pins Ferry en raison d'une situation financière difficile renforcée par la perte du contrat de transport vers le site de l'usine du Sud à Goro qu'elle détenait avec Vale Inco Nouvelle-Calédonie). Le 22 janvier 2011, lors d'un nouveau blocage, des gendarmes mobiles sont déployés pour empêcher l'accès au wharf des manifestants et ainsi permettre au Betico 2 d'accoster. Hilarion Vendégou déclare alors aux représentants des forces de l'ordre : « Vous faites quoi ici ? Ici, c’est Kunié [...] On n’est pas en France. Ici, ce sont les terres coutumières [...] personne ne passera ». Ces propos choquent une partie de la population néo-calédonienne, notamment dans l'électorat anti-indépendantiste. Finalement, un accord est trouvé pour que SudÎles reprenne progressivement et partiellement certains des employés de l’Aremiti 4 et révise sa gamme tarifaire, et les rotations du Betico 2, désormais seul à desservir l'île des Pins, reprennent normalement à partir du début du mois de février suivant.
Sur le plan coutumier, il prend parti pour le clan Kouathé au sujet du conflit de succession qui l'oppose depuis 2001 au clan Kohnu pour l'accession à la chefferie de la tribu de Comagna. Il décide également d'intervenir dans un conflit foncier entre les clans Néoéré, Vama et Néhié en décidant en janvier 2011, avec les autres clans de la tribu de Kéré, l'expulsion de l'île de l'ensemble du clan Vama (dont fait partie Hilarion Vama, son principal opposant au sein du conseil municipal et fils du chef de clan, Maurice Vama, par ailleurs directeur du collège privé catholique de Vao). Réagissant à cette affaire, Maurice Vama déclare à propos d'Hilarion Vendégou : « Voilà trente-cinq ans que toute l’île souffre à cause de lui. Il a divisé les clans et fonctionne comme un dictateur ». De 2002 à 2008, il est également président du conseil de l'aire coutumière Djubéa-Kaponé, correspondant à la partie méridionale de la Grande Terre et à l'île des Pins.
Il est réélu difficilement aux élections municipales de 2008 : le scrutin initial du 9 mars, au cours duquel il perd sa majorité absolue au conseil municipal avec 35 % des suffrages exprimés et 7 sièges sur 19 et seulement 48 voix d'avance sur la liste indépendantiste de l'Union calédonienne d'Hilarion Vama, est annulé à la suite de la démission collective de l'ensemble des membres des listes UC et Palika, qui unis formaient une majorité, entraînant de fait celle de l'ensemble du conseil dès le 26 juin suivant. Lors du nouveau vote, le 31 août 2008, la liste du Rassemblement-UMP qu'il mène une nouvelle fois n'arrive qu'en seconde position, sept voix derrière la liste unitaire du FLNKS de Hilarion Vama, mais augmente son score par rapport au scrutin de mars avec 42,8 % et 8 sièges sur 19 contre 9 aux indépendantistes (qui, unis, perdent un siège puisque les deux listes UC et Palika cumulaient, en s'étant présentées séparément, 10 conseillers lors des précédentes élections). Il complète ensuite sa majorité avec les deux élus de l'autre liste anti-indépendantiste, Kwegnii ensemble (affiliée à L'Avenir ensemble puis à Calédonie ensemble), qui obtiennent en contrepartie les postes de premier et deuxième adjoint, ce qui permet à Hilarion Vendégou d'être réélu pour un quatrième mandat de maire le 5 septembre 2008.
S'il est présent pour la première fois sur une liste du Rassemblement dans le Sud lors des élections provinciales de 2004, il est alors en position non-éligible (39e pour 40 sièges à pourvoir). Lors des élections de 2009, il est avancé par Pierre Frogier, successeur de Jacques Lafleur à la tête du parti et comme tête de liste, en cinquième place. Sa formation arrivant en tête du scrutin, avec 28,5 % des suffrages exprimés et 15 sièges sur 40, il est élu pour la première fois à l'Assemblée de la Province Sud et au Congrès de la Nouvelle-Calédonie. À la province, il est membre de la commission de l'enseignement privé, et est élu le 22 mai 2009 troisième vice-président du bureau du Congrès. Il y est également membre des commissions de la législation et de la réglementation générales, de l'agriculture et de la pêche et de la législation et de la réglementation relatives aux affaires coutumières et de celle spéciale chargée d'examiner le projet de loi du pays relative à trois signes identitaires de la Nouvelle-Calédonie. Il est membre titulaire de la commission consultative pour l'exploitation économique de l'aérodrome de Magenta.

### Sénateur de Nouvelle-Calédonie
Le 28 juin 2011, Hilarion Vendégou est investi par l'UMP pour briguer l'un des deux sièges désormais dévolus à la Nouvelle-Calédonie lors des élections sénatoriales de 2011. Son colistier est le président du parti et de l'Assemblée de la Province Sud, Pierre Frogier, jusque-là député. Ce choix est confirmé par le Rassemblement-UMP le 3 août suivant.
Il est élu sénateur, à la majorité relative au second tour de scrutin, le 25 septembre 2011, avec 238 voix (47,5 % des suffrages exprimés). Il en avait obtenu 232 au premier tour (46,3 %). Touché par le cumul des mandats, il abandonne son siège à l'Assemblée de la Province Sud et au Congrès. Au Sénat, il siège au sein du groupe UMP (devenu LR en 2015) et est membre de la commission de la Culture, de l'Éducation et de la Communication.
En 2014, il est battu au second tour des élections municipales par Sarah Vendégou de l'UC-FLNKS. Toutefois, à la suite de la démission de la moitié des conseillers municipaux, des élections municipales partielles sont organisées les 6 et 13 décembre 2015 et Hilarion Vendégou retrouve son mandat de maire.
Il soutient François Fillon pour la primaire présidentielle des Républicains de 2016.
Contraint par la nouvelle loi l'obligeant à choisir entre son mandat de maire et celui de sénateur, il ne se représente pas aux élections sénatoriales de 2017.

### Mort et obsèques
Hilarion Vendégou meurt le 11 janvier 2020 à Nouméa, à l'âge de 78 ans. Ses obsèques ont lieu le 16 janvier suivant à Vao.
Christophe Vakié assure l'intérim à la mairie de l'Île des Pins en sa qualité de premier adjoint, quelques mois avant les élections municipales.